# Либфрауэнкирхе (Цюрих)
Либфрауэнкирхе (нем. Liebfrauenkirche, Храм Пресвятой Девы Марии) — католическая церковь в Цюрихе.
Церковь Либфрауэнкирхе расположена по адресу Zehnderweg 9 недалеко от главного железнодорожного вокзала и двух вузов — ETHZ и Цюрихского университета. Построенный в новороманском стиле, храм считается «важнейшей копией раннехристианской базилики на швейцарской земле».
В XIX веке в Цюрих приезжало всё большее число католиков из восточной и центральной Швейцарии, поэтому возникла необходимость в католической церкви в реформатском Цюрихе. В 1842 году доля католиков превысила 5%, им была предоставлена церковь Святого Августина. В 1871-1874 гг была построена Церковь Петра и Павла. Однако живущие на правой стороне Лиммата католики вынуждены были проводить службы в кладбищенской часовне. К 1890 году приход Святых Петра и Павла уже стал крупнейшим римско-католическим приходом в Швейцарии. Возникла необходимость в строительстве новой католической церкви.
В 1886 году планировалось построить в Цюрихе вторую католическую церковь рядом с церковью Петра и Павла, а в 1889 году — приобрести участок для строительства храма на берегу Цюрихского озера, но этому помешали межконфессиональные споры. Наконец, муниципалитет Унтерштрасса 19 августа 1892 года выдал разрешение на строительство церкви. Работы продолжались в 1892—1894 гг по проекту Августа Хардеггера, взявшего за основу стиль раннехристианских базилик Рима и Равенны. В 1894 году Унтерштрасс стал частью Цюриха, что даже ускорило строительство. 7 октября 1894 года храм был освящён.
Благодаря своему центральному расположению приход Либфрауэнкирхе взял на себя важные функции для общественной, социальной и политической деятельности католиков Цюриха. Помимо больниц, католических ассоциаций и социальных институтов, большое внимание уделялось образованию. С 1897 года в доме приходского священника действовала школа для маленьких детей. Другие учебные заведения были созданы после образования ассоциации католических школ: в 1923 году была открыта школа для девочек в Хиршенграбене, в 1949 году на Суматраштрассе 33 было открыто второе школьное здание.
В 1980—1981 годах церковь была отреставрирована по проекту архитектора Отто Глауса (1914—1996) и установлена крипта. После реставрации монастырь Айнзидельн передал в дар приходу мощи святых покровителей Цюриха Феликса и Регулы.
В 2021 году численность прихода Пресвятой Девы Марии в Цюрихе насчитывала 4255 прихожан.

## Галерея

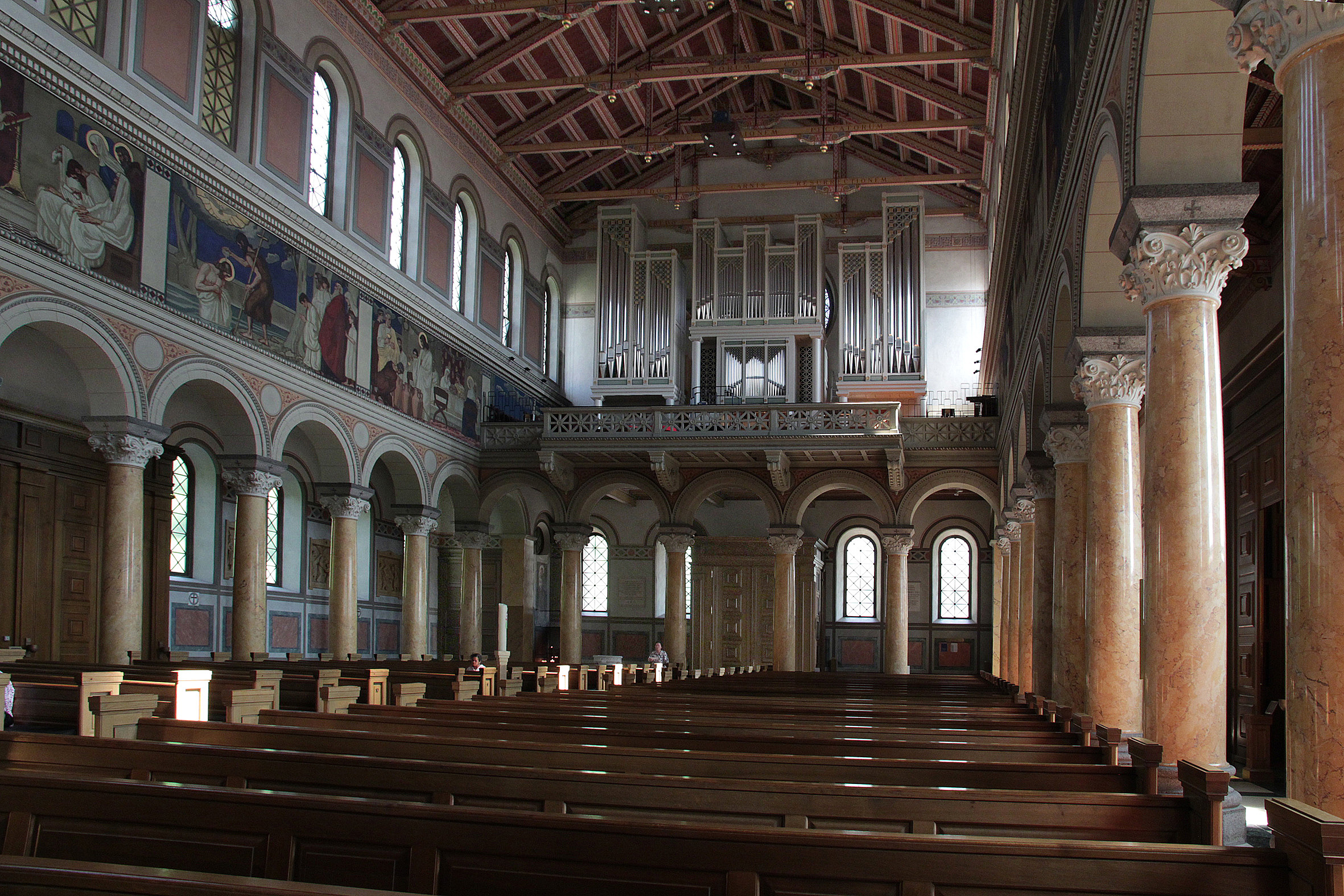
Интерьер церкви
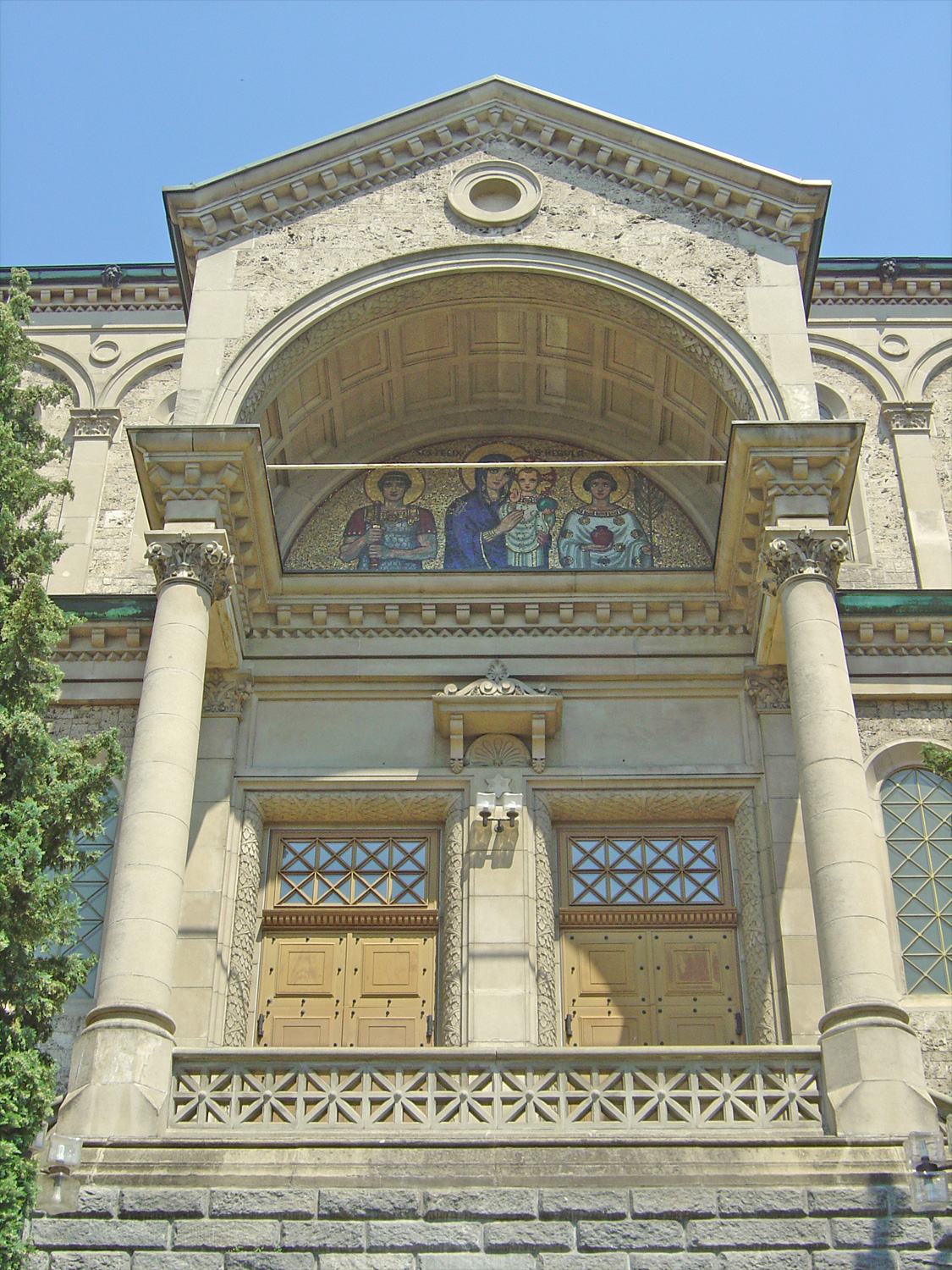
Портал церкви
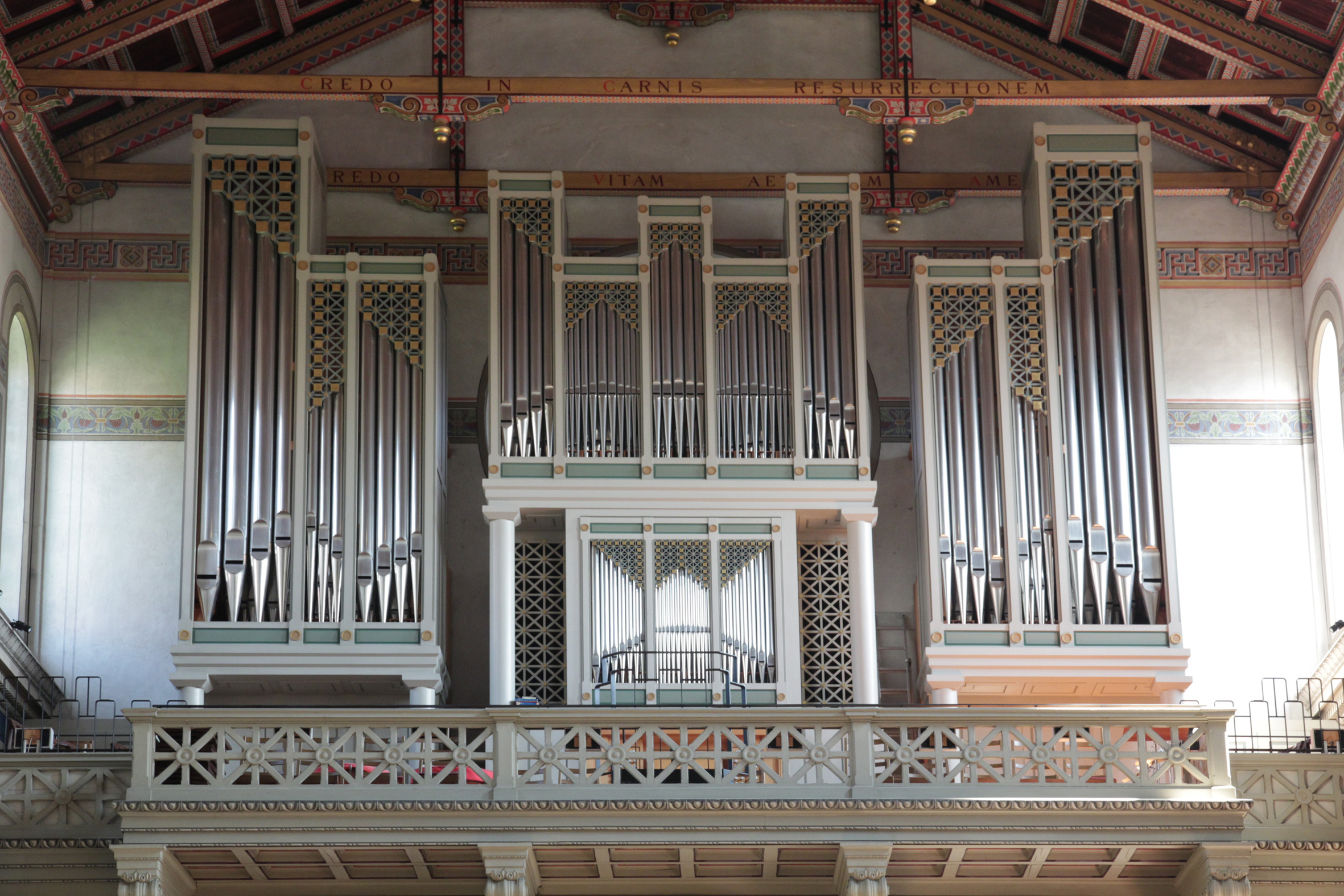
Орган в храме
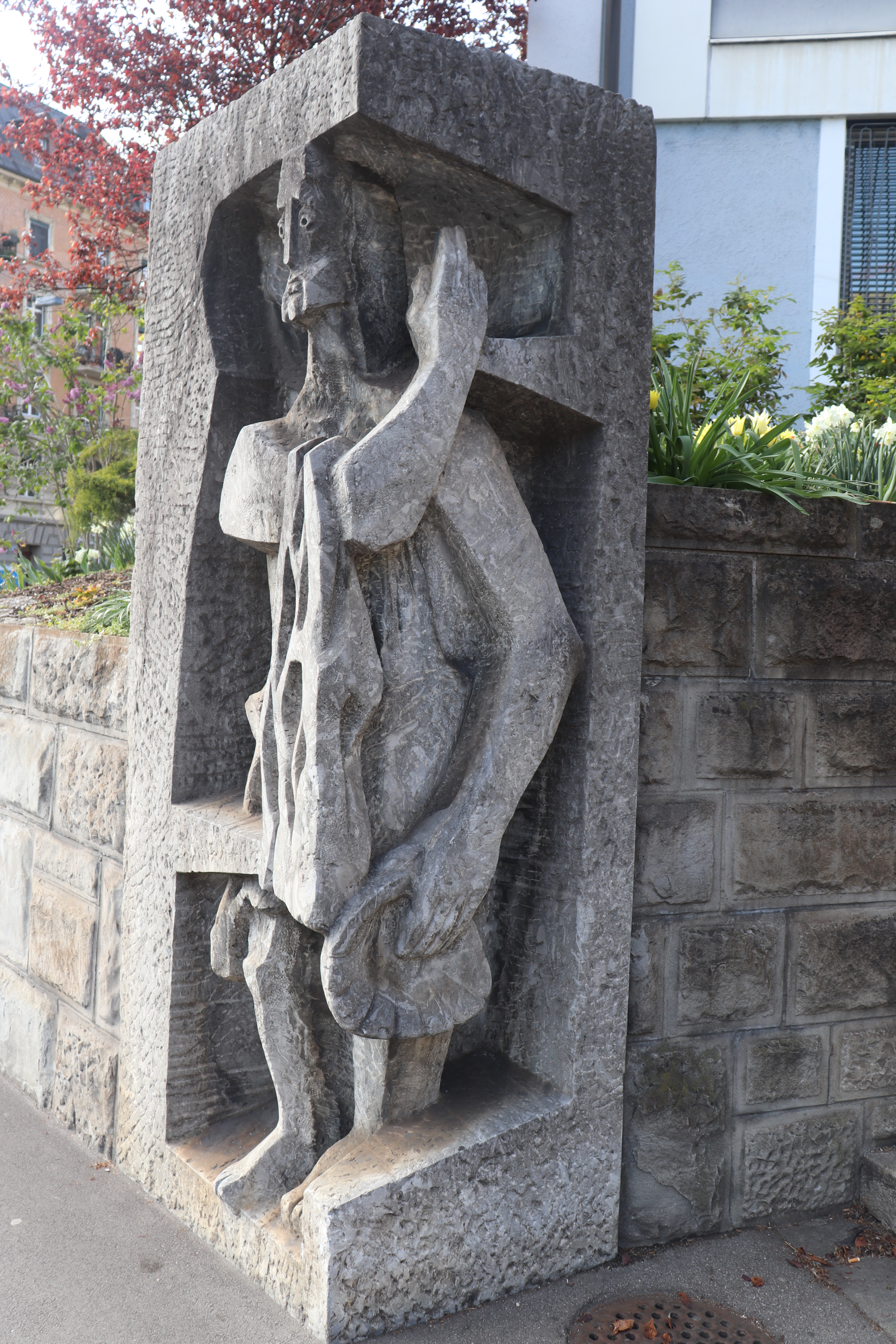
Статуя Иоанна Крестителя у церкви